# Robertsholm

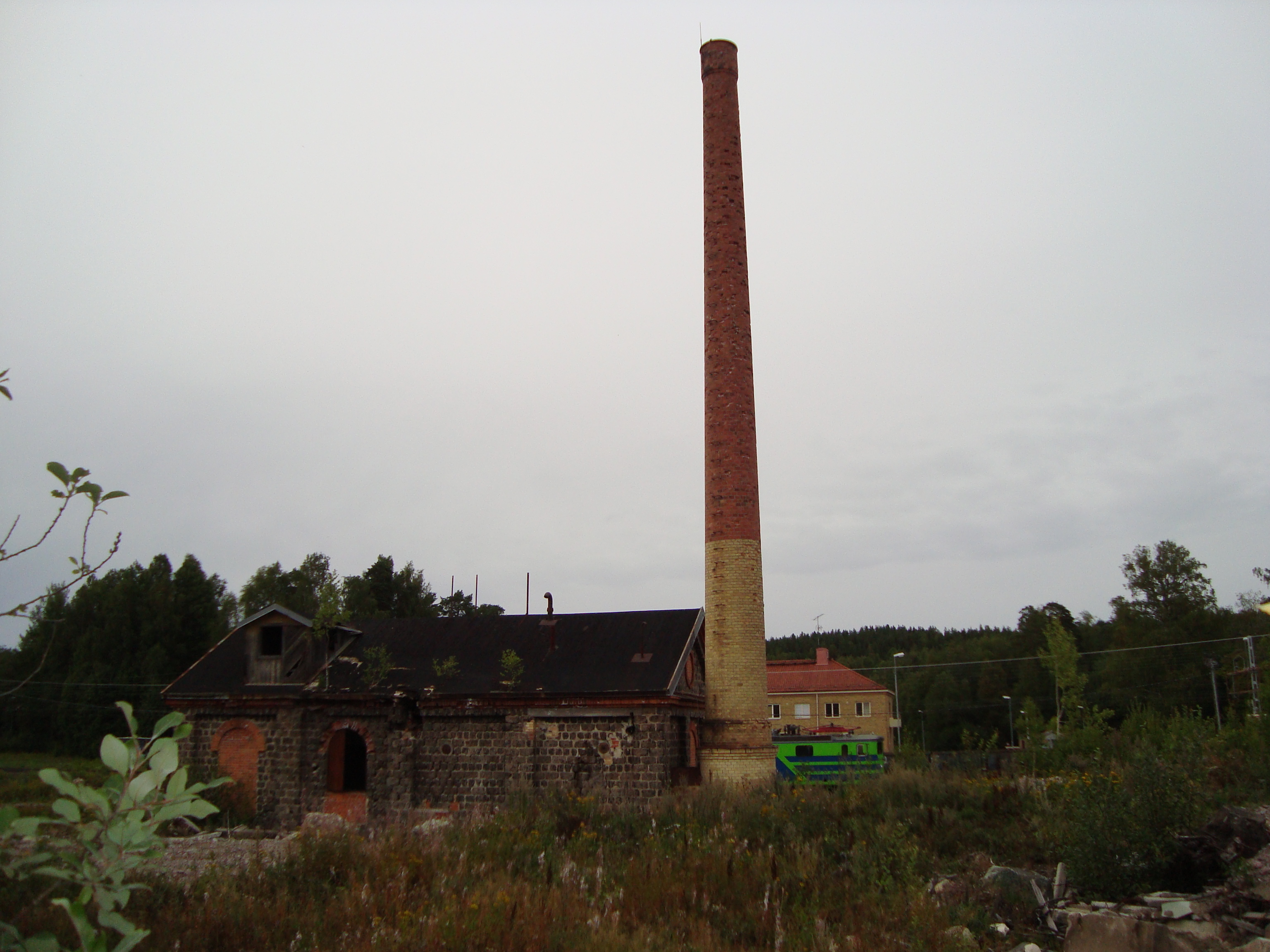
Sågverket. Järnvägsstationen i bakgrunden

Robertsholm är en tätort i Hofors kommun, cirka tre kilometer norr om centrala Hofors. Området delas genom järnvägen i Övre Robertsholm och Nedre Robertsholm och ingick i Hofors tätort mellan 1975 och 2010. Robertsholm ligger vid sjön Tolven och strax söder om berget Tolvsberget.
Hofors järnvägsstation ligger i Robertsholm. Stationen ligger längs järnvägslinjen Bergslagsbanan och har förbindelse med bland annat Falun och Borlänge i väster samt Storvik, Sandviken och Gävle i öster.

## Historia
I Robertsholm finns ett nedlagt sågverk som tillhörde SKF. Sågverket brann 2008. Tidigare förekom gruvbrytningar på orten.

### Administrativa tillhörigheter
Robertsholm har historiskt tillhört Torsåkers socken, som i samband med kommunreformen 1863 bildade Torsåkers landskommun. Den 1 januari 1925 utbröts Robertsholm, Hofors samt andra kringliggande områden ur landskommunen för att bilda Hofors landskommun. I samband med kommunreformen 1971 återförenades Torsåker och Hofors i Hofors kommun, som Robertsholm tillhört sedan dess.

### Befolkningsutveckling
| Befolkningsutvecklingen i Robertsholm 1920–2020 | Befolkningsutvecklingen i Robertsholm 1920–2020 | Befolkningsutvecklingen i Robertsholm 1920–2020 | Befolkningsutvecklingen i Robertsholm 1920–2020 | Befolkningsutvecklingen i Robertsholm 1920–2020 |
| --- | ----------------------------------------------- | ----------------------------------------------- | ----------------------------------------------- | ----------------------------------------------- |
| |                                                 |                                                 |                                                 |                                                 |
| År |                                                 |                                                 | Folkmängd                                       | Areal (ha)                                      |
| 1920 | 1920                                            |                                                 | 250                                             | ##                                              |
| 1930 | 1930                                            |                                                 | 353                                             | ##                                              |
| 1935 | 1935                                            |                                                 | 421                                             | ##                                              |
| 1940 | 1940                                            |                                                 | 713                                             | ##                                              |
| 1950 | 1950                                            |                                                 | 759                                             | ##                                              |
| 1960 | 1960                                            |                                                 | 825                                             | 64                                              |
| 1965 | 1965                                            |                                                 | 723                                             | 63                                              |
| 1970 | 1970                                            |                                                 | 648                                             | 63                                              |
| 2015 | 2015                                            |                                                 | 415                                             | 49                                              |
| 2020 | 2020                                            |                                                 | 389                                             | 52                                              |
| Anm.: 1920 som Hofors järnvägsstation med Robertsholm. 1930-1935 som Hofors med Robertsholm. 1950 som Hofors stationssamhälle. Sammanvuxen med Hofors 1975, utbruten 2015. ## Som tätort/befolkningsagglomeration 1920–1950. |                                                 |                                                 |                                                 |                                                 |